# Église Saint-Amand de Saint-Amand-sur-Fion

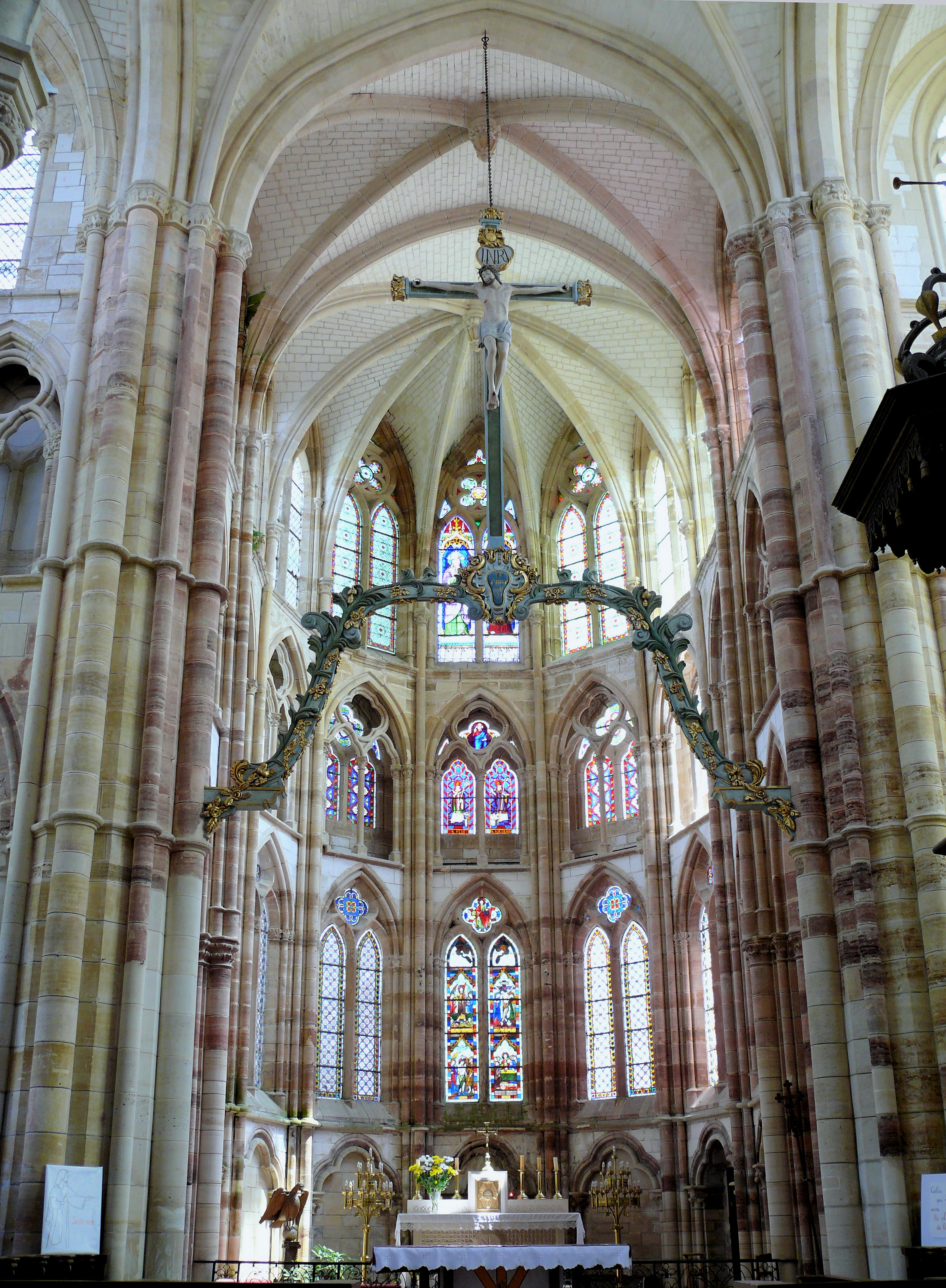
Le chœur du XIIIe siècle avec la poutre de gloire et le crucifix du XVIIIe siècle.

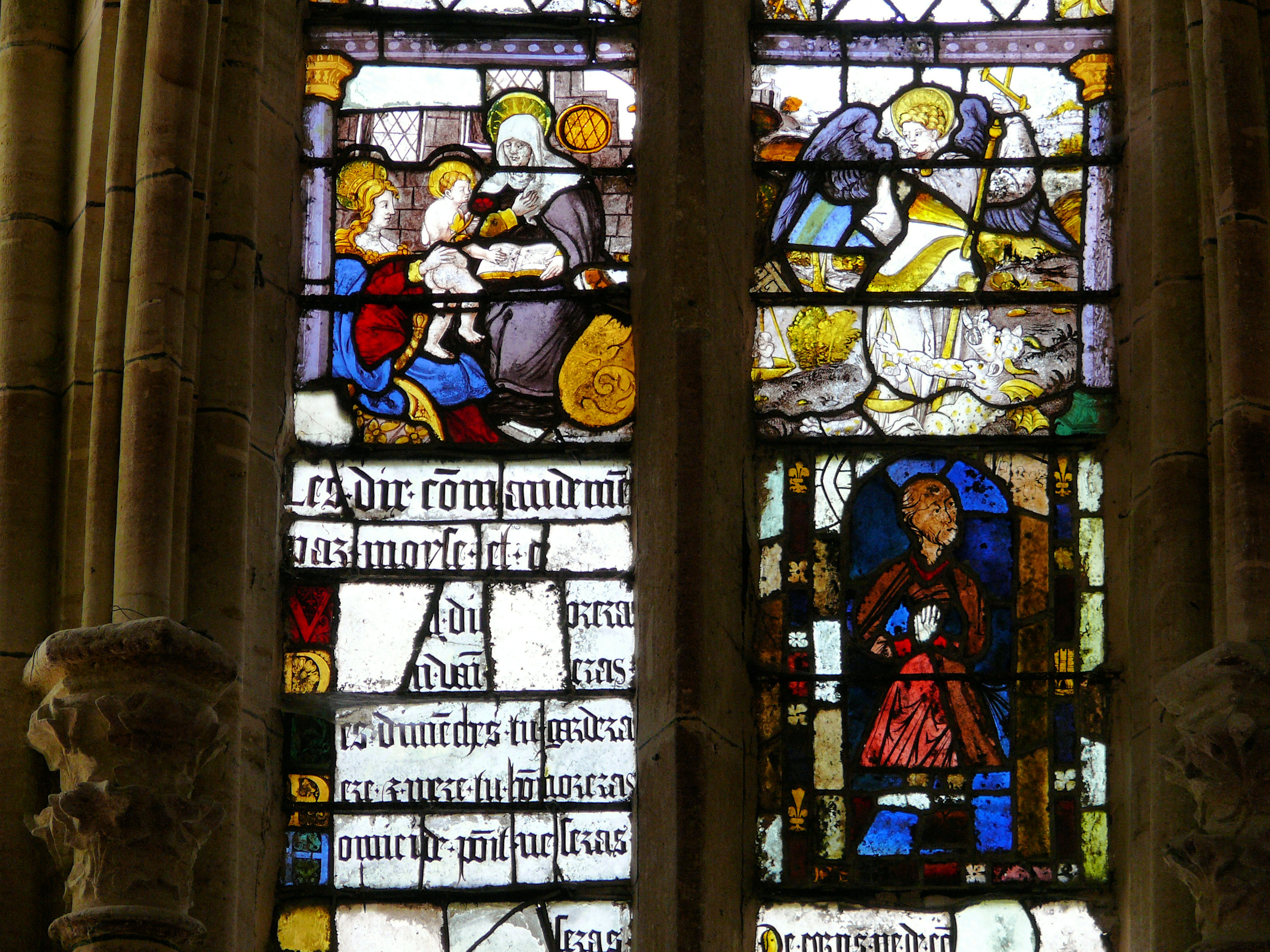
Restes de vitraux anciens.

L'église Saint-Amand se trouve dans la commune de Saint-Amand-sur-Fion, dans le département de la Marne.
L'église fait l’objet d’un classement au titre des monuments historiques depuis 1875.
L'église est un édifice de grande dimension dans une commune de moyenne importance. C'est un ouvrage d'une grande beauté architecturale grâce à son chevet reprenant l'architecture du gothique rayonnant.

## Historique
En 1107, une bulle du pape Pascal II donnée lors du concile de Troyes confirme la donation des terres de Saint-Amand qui appartenaient au comte de Champagne Hugues Ier au chapitre de la cathédrale Saint-Étienne de Châlons.
Cette possession était très riche et donnait les deux tiers de la dîme que percevait le chapitre jusqu'à la Révolution. Le chapitre y avait une censive universelle, quatre moulins, une ferme, un pressoir et un four.
L'église avait été placée à l'extérieur du village sur une source se trouvant sous le maître-autel laissant penser qu'elle avait remplacé un lieu de culte païen. Cette source alimente une fontaine se trouvant près du chevet.
Aucune pièce écrite n'a été conservée sur la construction de l'église aux XIIe siècle et XIIIe siècle. C'est à partir de l'architecture qu'il est possible de retracer à partir des différents styles de l'architecture.
Elle comprend une nef de trois travées construite entre 1160 et 1170 avec un vaisseau central et deux collatéraux.
L'unité stylistique et sa qualité laisse penser que le transept et le chevet ont été construits rapidement, entre 1250 et 1260, sous la direction d'un grand architecte. Cette architecture se rattache à celle de la cathédrale de Châlons-en-Champagne et des églises du domaine royal en Île-de-France.
Les réseaux de deux lancettes surmontées d'un quadrilobe apparaissent en Île-de-France, comme à l'église Saint-Sulpice de Saint-Sulpice-de-Favières, et en Champagne vers 1230.
Pendant l'invasion de la Champagne par les armées de Charles Quint en 1544, après le siège de Saint-Dizier, une entrevue entre ses plénipotentiaires et ceux de François Ier dans l'église Saint-Amand. Elle est décrite comme étant en bon état à ce moment-là.

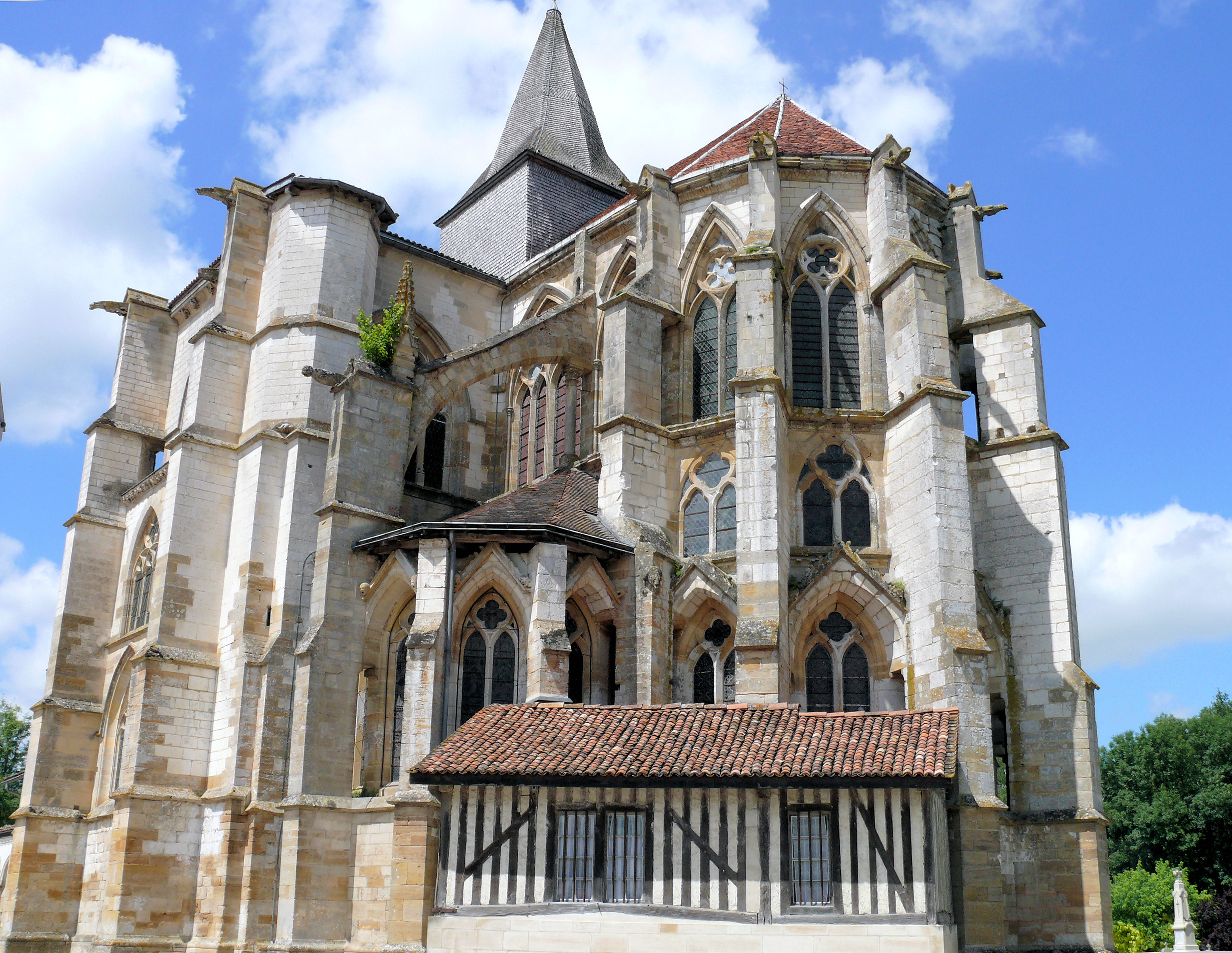
Le chevet du XIIIe siècle.
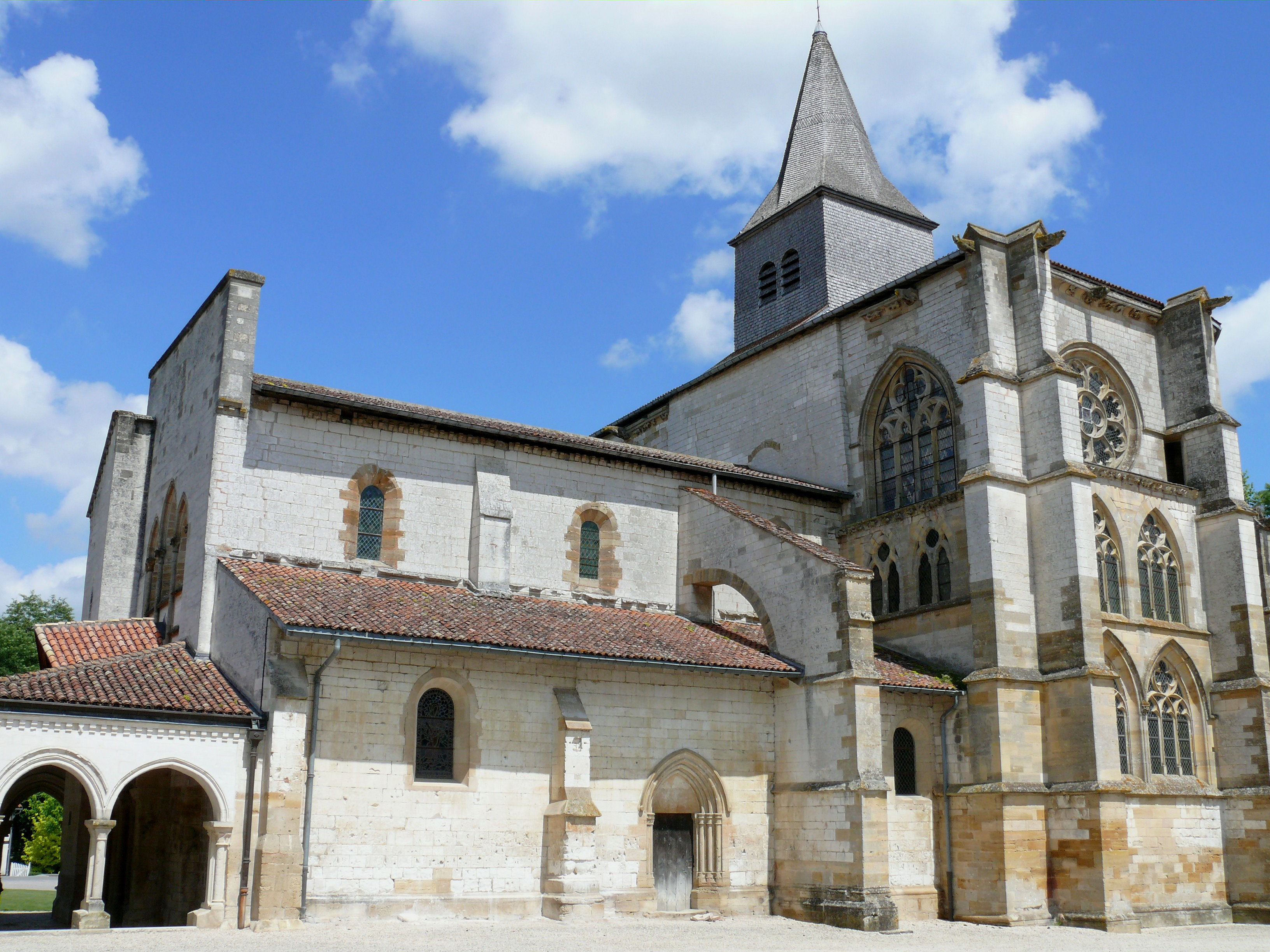
La nef et le transept côté sud.
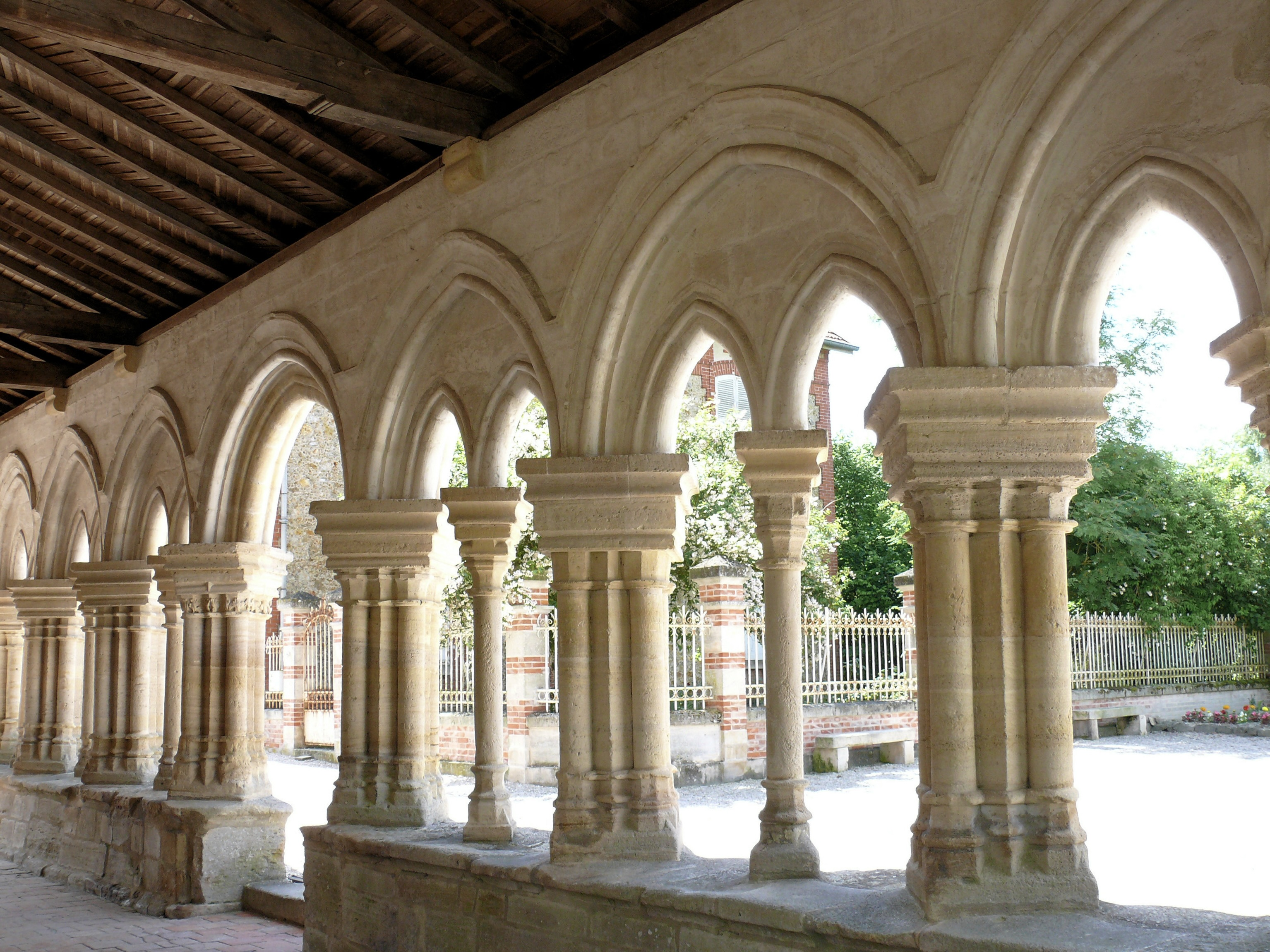
Porche champenois du XIIe siècle, refait au XVIe siècle.
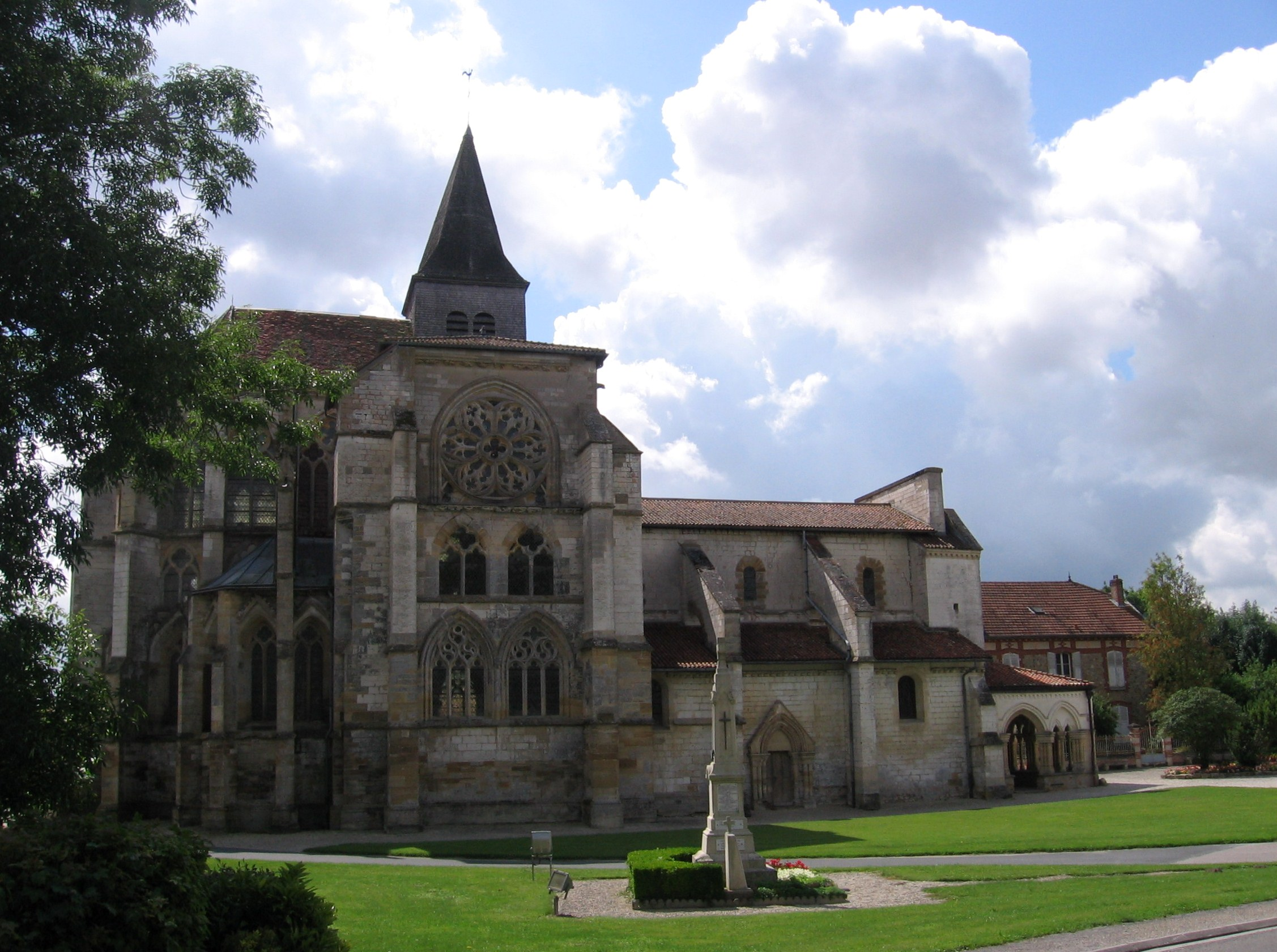
Église Saint-Amand.

Une tradition locale raconte qu'elle avait été détruite partiellement par un incendie, ce que semblerait confirmer la teinte rouge de certaines pierres. On constate qu'un chapiteau du bras sud du transept porte la date de 1562. On peut supposer que des soldats des troupes de Charles Quint y ont mis le feu occasionnant des destructions dans le transept entraînant une campagne de reconstruction dans le transept entre 1545 et 1565.
Le porche champenois qui avait été construit à la fin du XIIe siècle. Il a dû être rebâti après 1545.
Les dates de 1700 (ou 1706) et 1720 sont gravées, l'une sur une clef de voûte du bras nord du transept, l'autre sur la clef de voûte de la première travée du vaisseau central de la nef, indiquent que des travaux ont été faits sur les voûtes au XVIIIe siècle. Une visite épiscopale signale en 1729 qu'il manque une voûte à l'église.
Une poutre de gloire en bois avec un beau crucifix a été placée à l'entrée du chœur au XVIIIe siècle. La chaire placée dans la nef est de la même époque.
En 1843 est entreprise la première restauration de l'église. Elle est classée en 1875. La clef de voûte de la croisée du transept porte la date de 1884, indiquant le début des travaux. Après 1893, les travaux reprennent sous la direction de l'architecte C. Genuys.

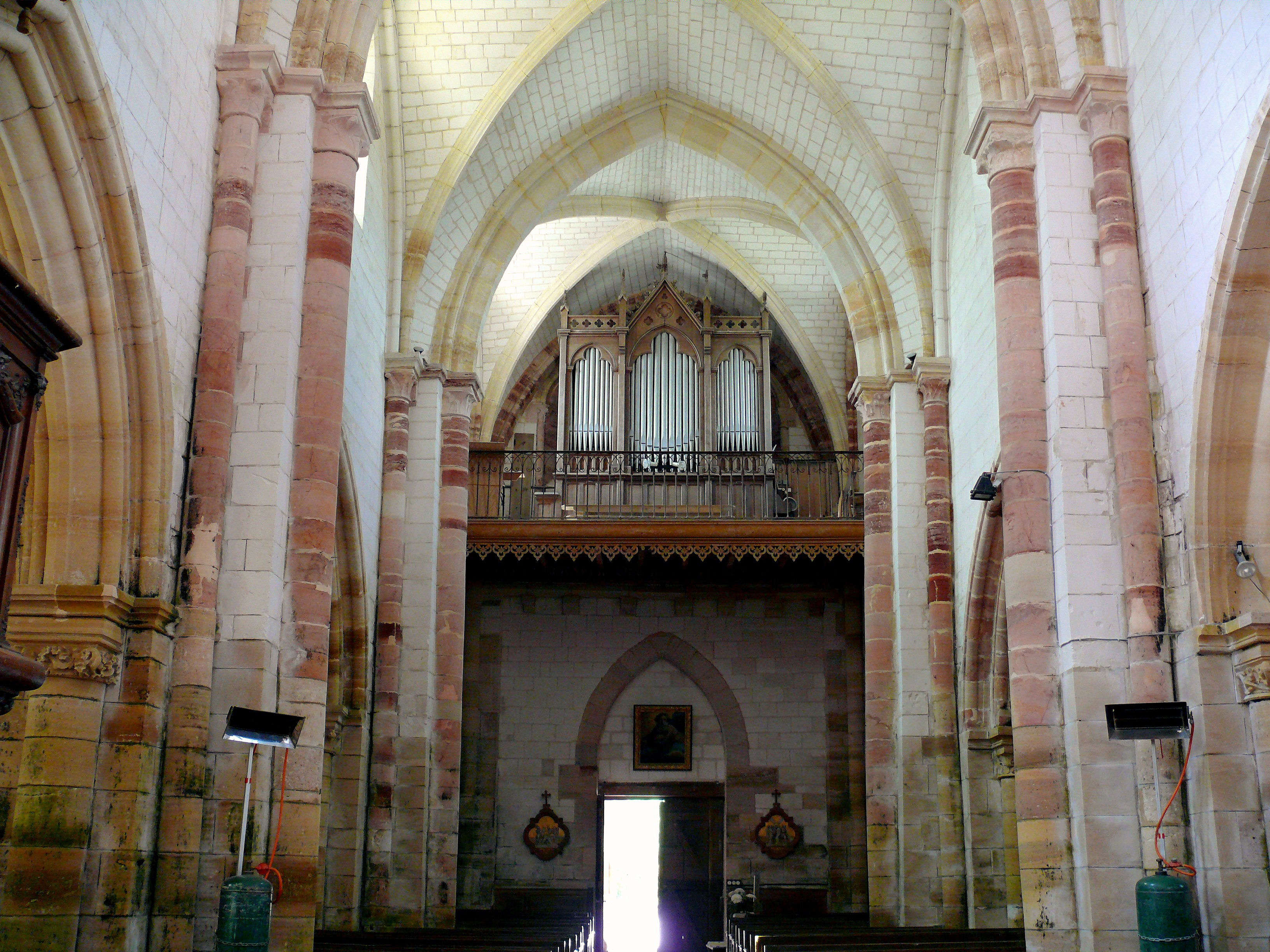
La nef du XIIe siècle, voûtes refaites au XVIIIe siècle.
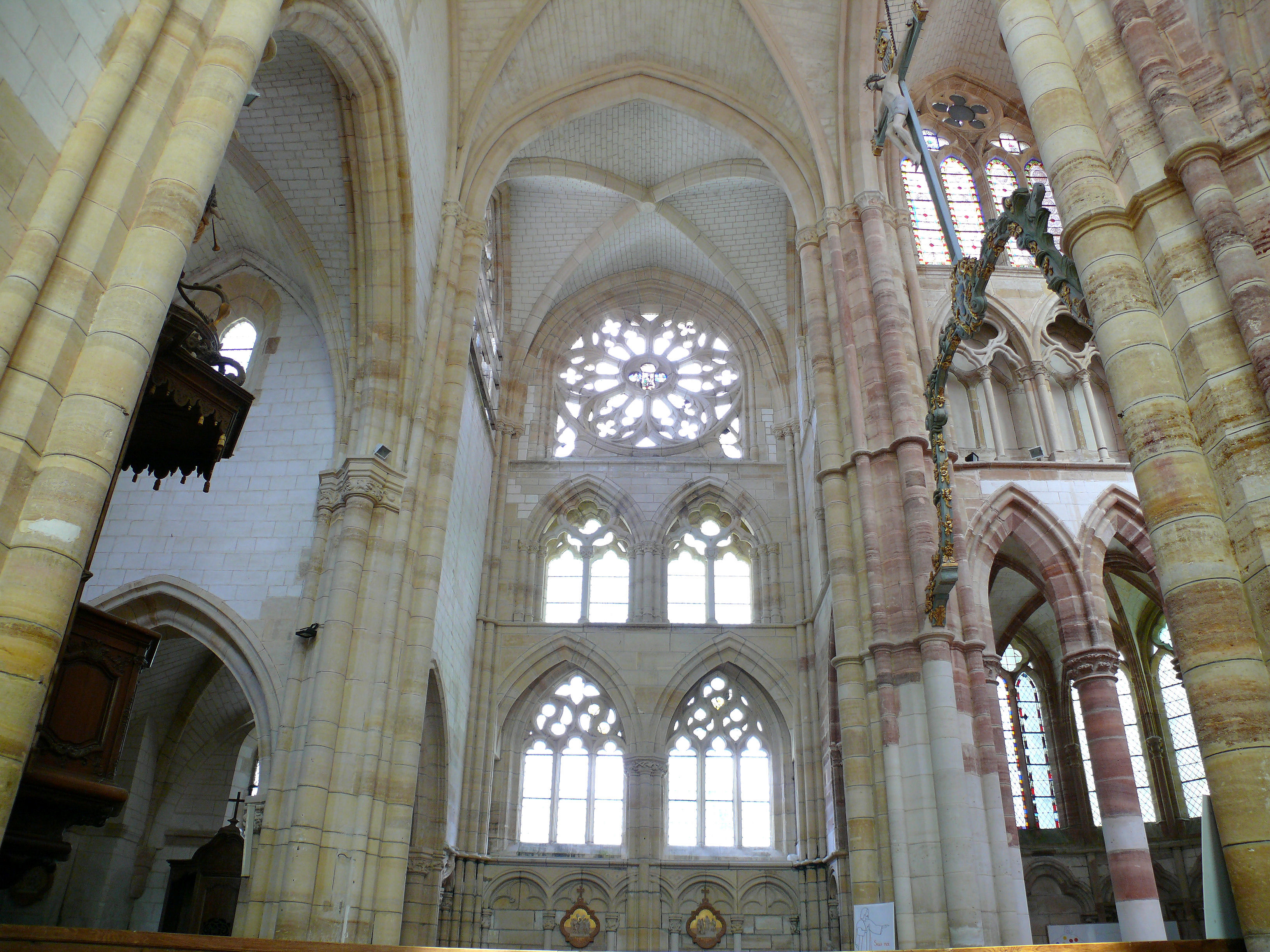
Le croisillon nord du transept.
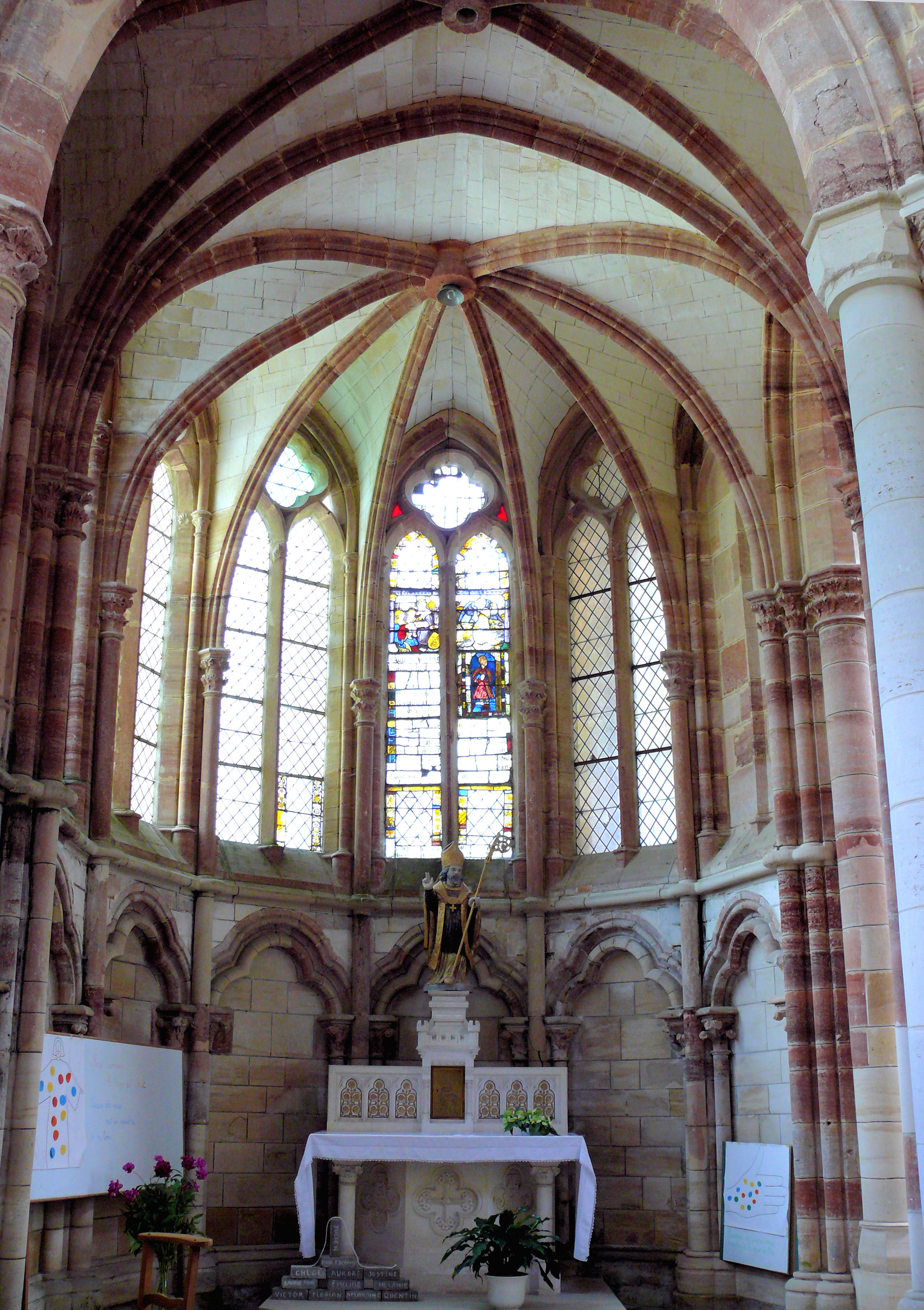
Chapelle du croisillon du transept.